# Gheorghe Rădulescu (deputat)
Gheorghe Rădulescu (n. 22 iulie 1944) este un deputat român în legislatura 1990-1992, ales în județul Vrancea pe listele partidului FSN.